# Plymouth Fury
Plymouth Fury (укр. Плімут Ф'юрі) — це модель автомобіля, яка випускалася Plymouth з 1955 по 1989 рік. Вона була представлена в 1956 році як підсерія Plymouth Belvedere, ставши окремою серією на один рівень вище сучасного Бельведера в 1959 році. Фурія був повнорозмірний автомобіль в період з 1959 по 1961 рік, потім автомобіль середнього розміру з 1962 по 1964 рік, знову повнорозмірний автомобіль з 1965 по 1974 рік, і знову середній автомобіль з 1975 по 1978 роки. З 1975 по 1977 роки Fury продавався поряд із повнорозмірним Plymouth Gran Fury. У 1978 році Fury B-body був найбільшим Плімутом, а до 1979 року не було великого Плімута. Це було виправлено у 1980 році за допомогою кузова Gran Fury R-body, за яким послідував Fury M-body у 1982 році. Виробництво останнього V8, RWD Plymouth Fury закінчилося в Кеноші, штат Вірджинія, 23 грудня 1988 року. На відміну від брата, Dodge, Плімут не дожив до відродження великого седана V8/RWD. Останній Плімут скотився з конвеєра Бельведер в 2001 році.
Слово «fury» (укр. лють) позначає тип гніву, натхненний фуріями, міфологічними істотами у давньогрецькій та давньоримській міфології.

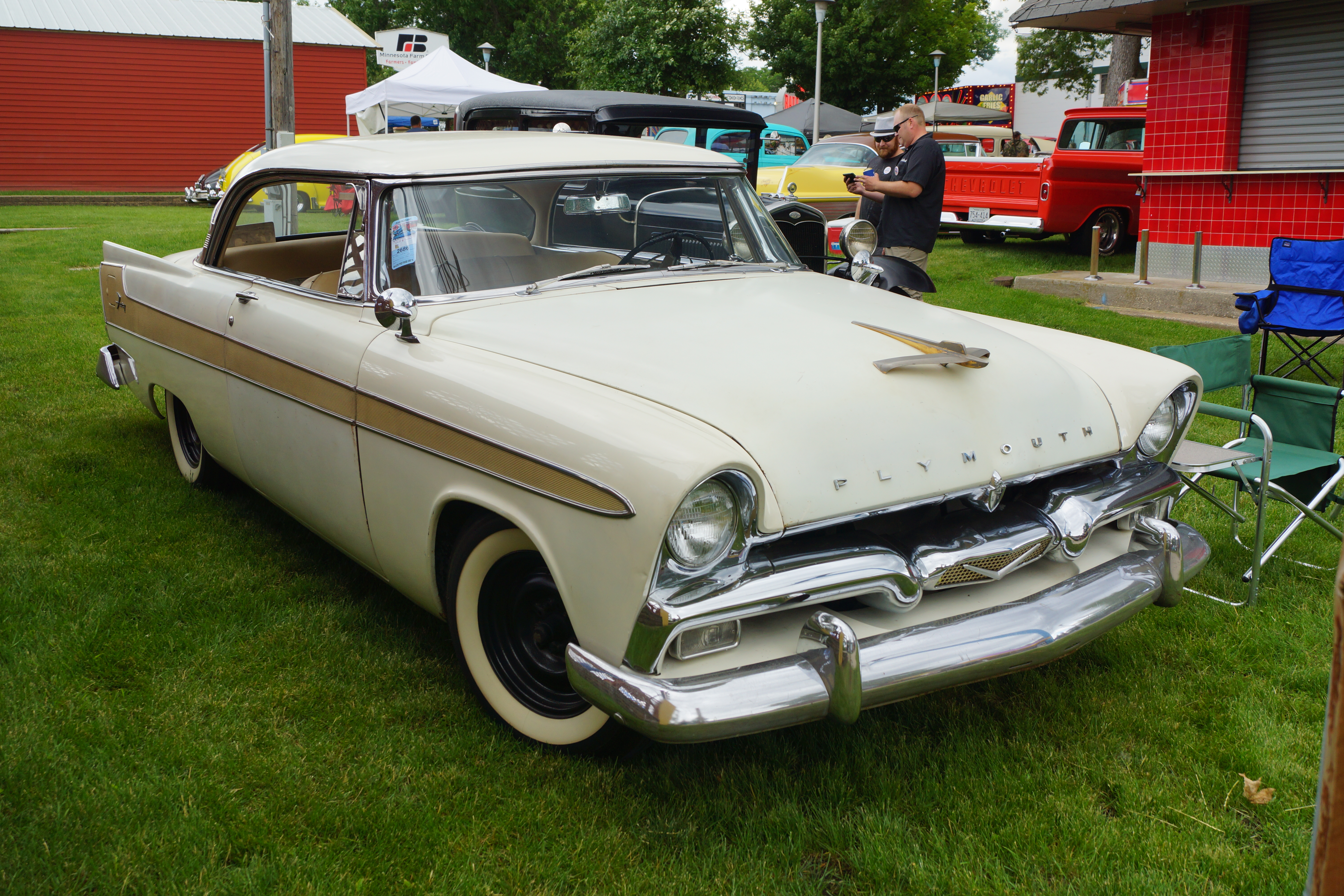
Plymouth Fury 1956
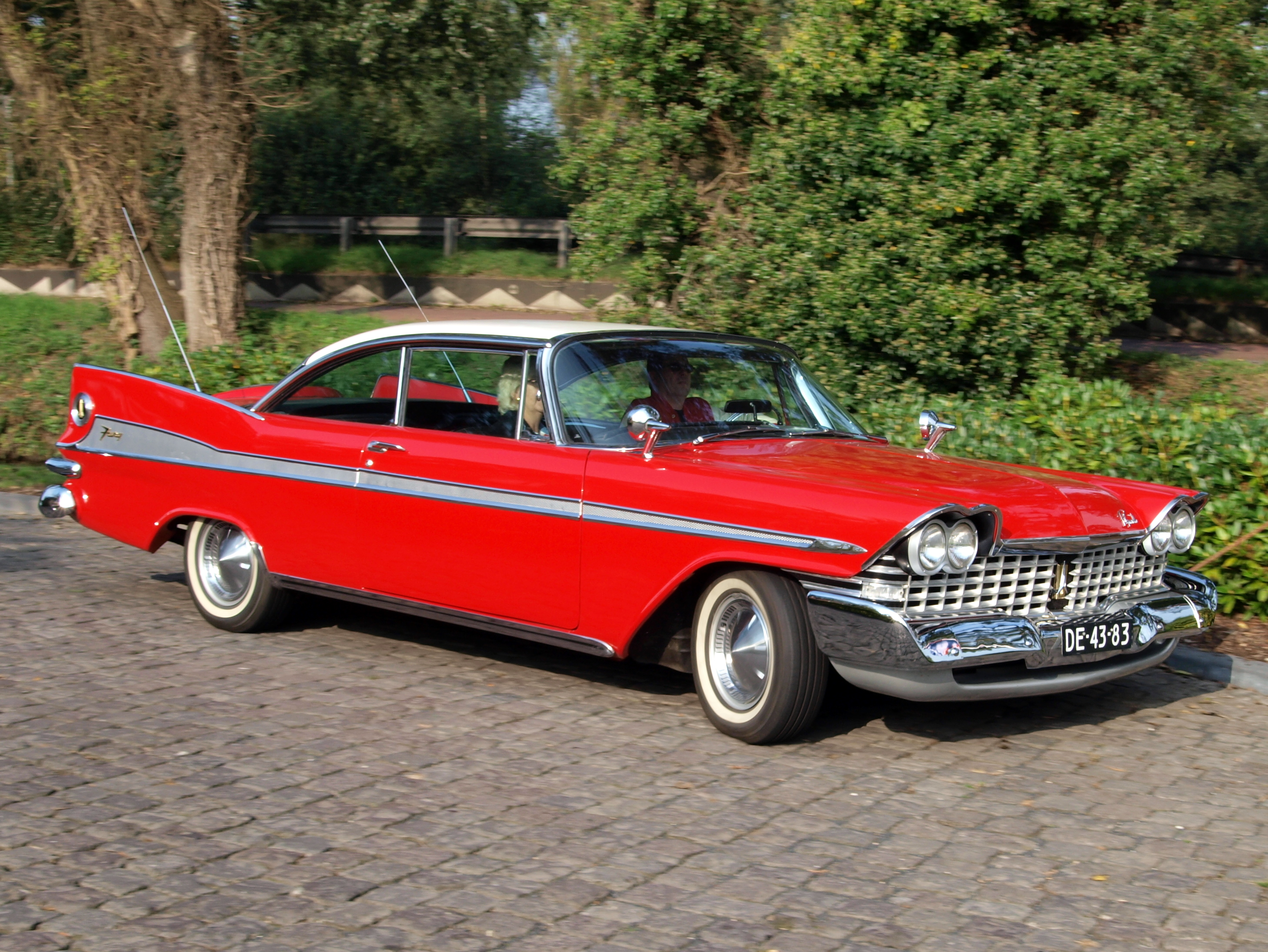
Plymouth Sport Fury 1957-59
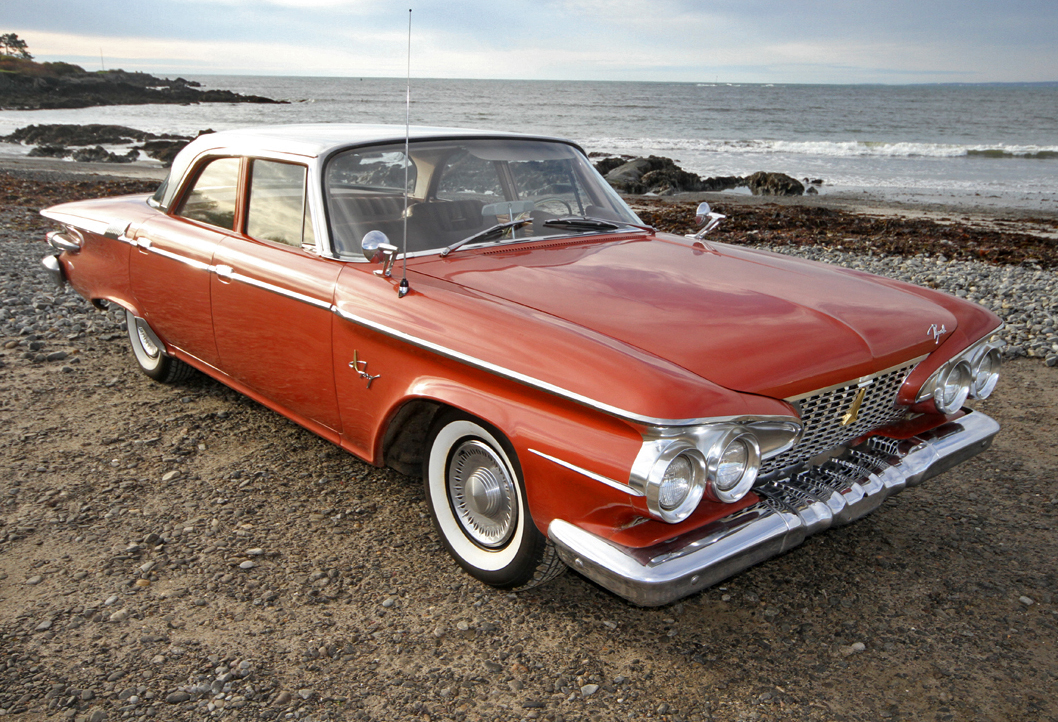
Plymouth Fury 1960-61
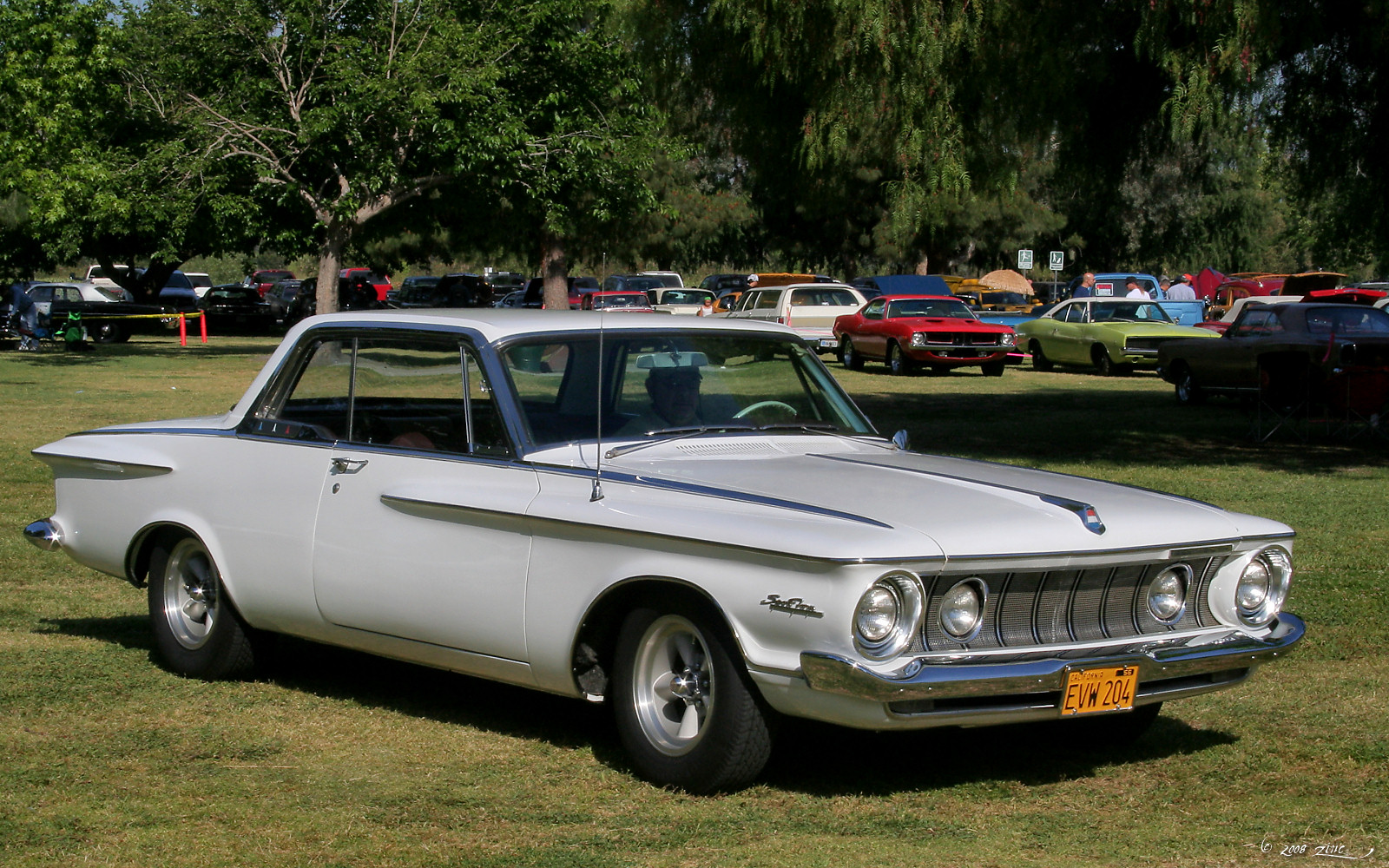
Plymouth Fury 1962-64
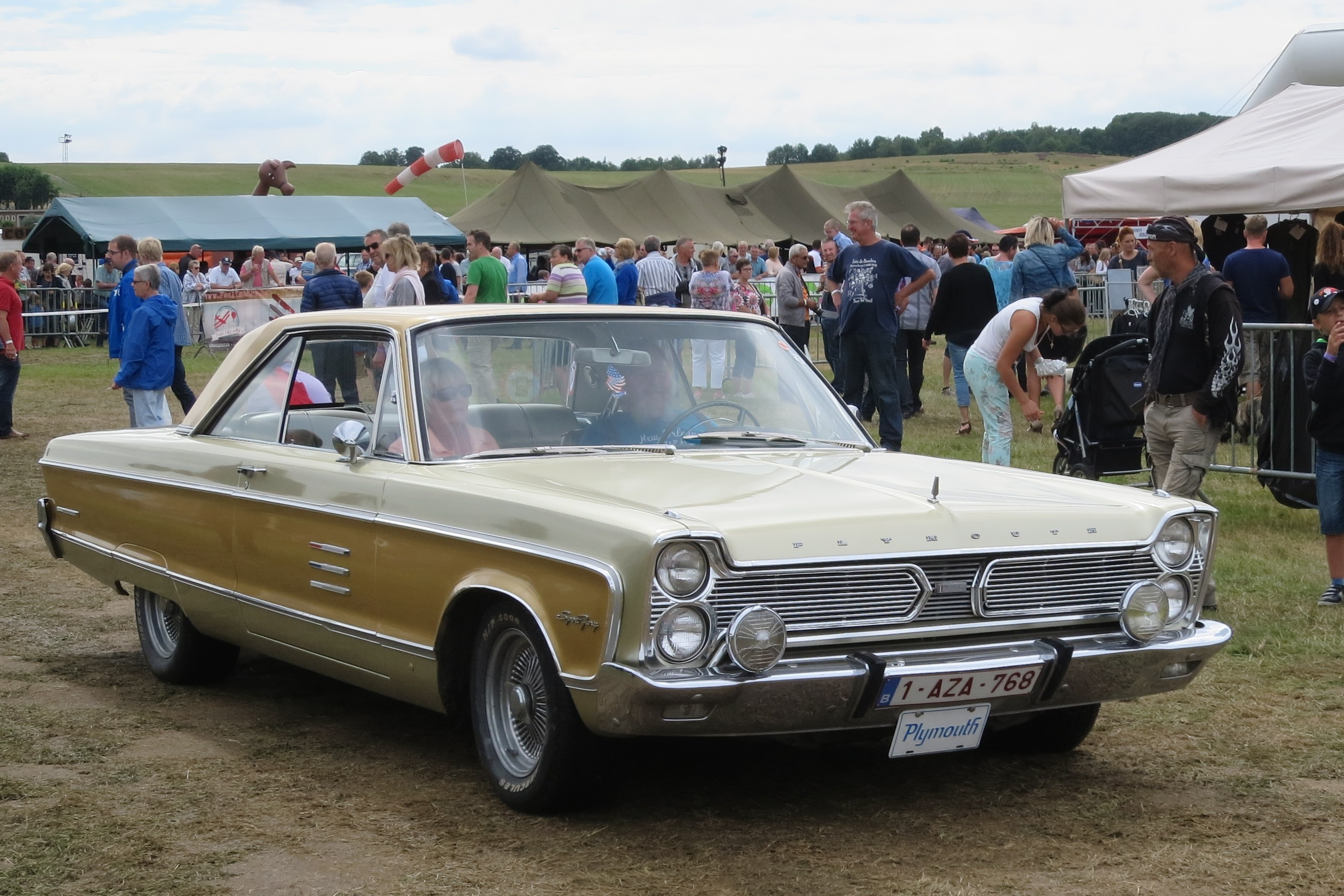
Plymouth Fury 1965-68
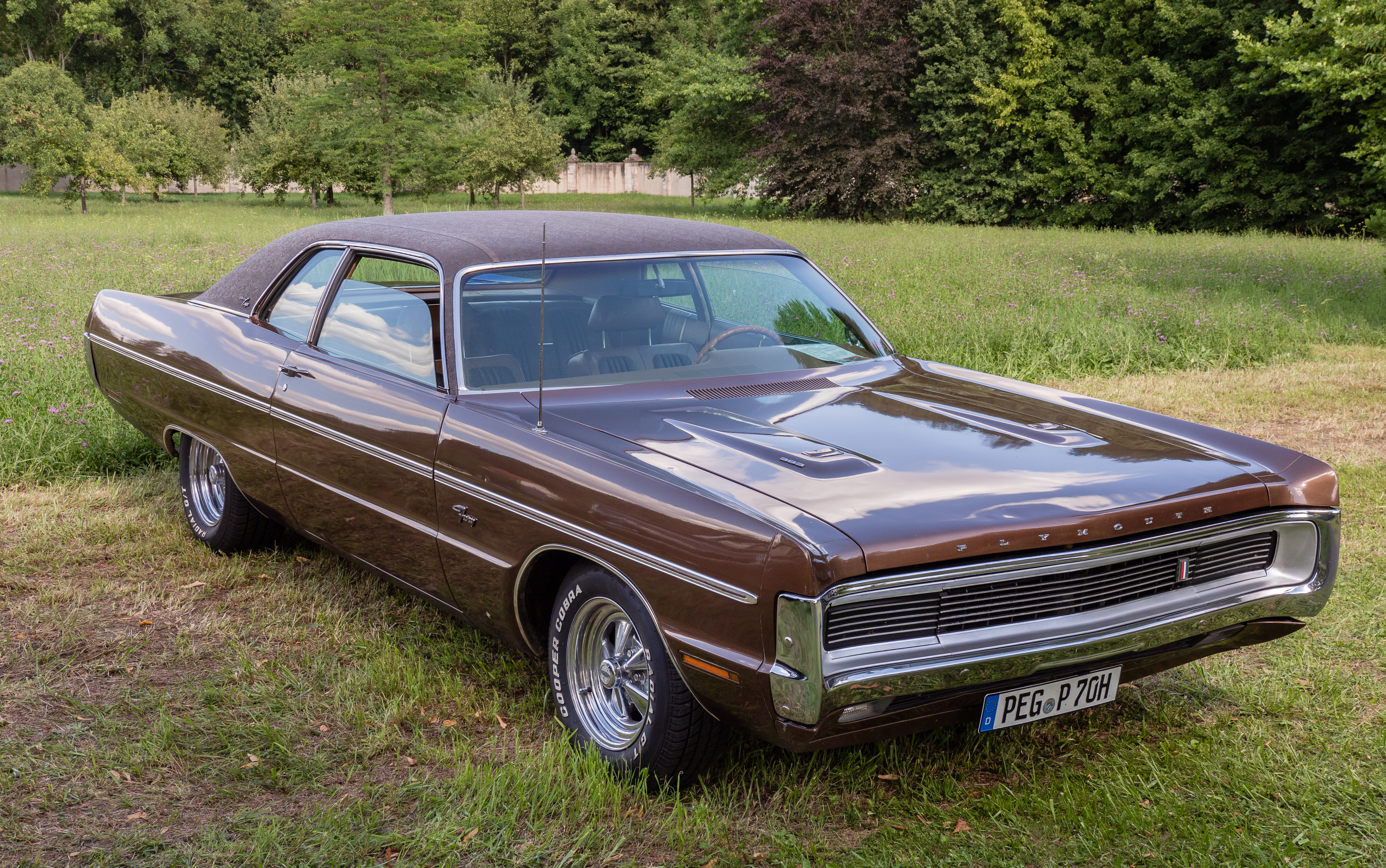
Plymouth Fury 1969-73
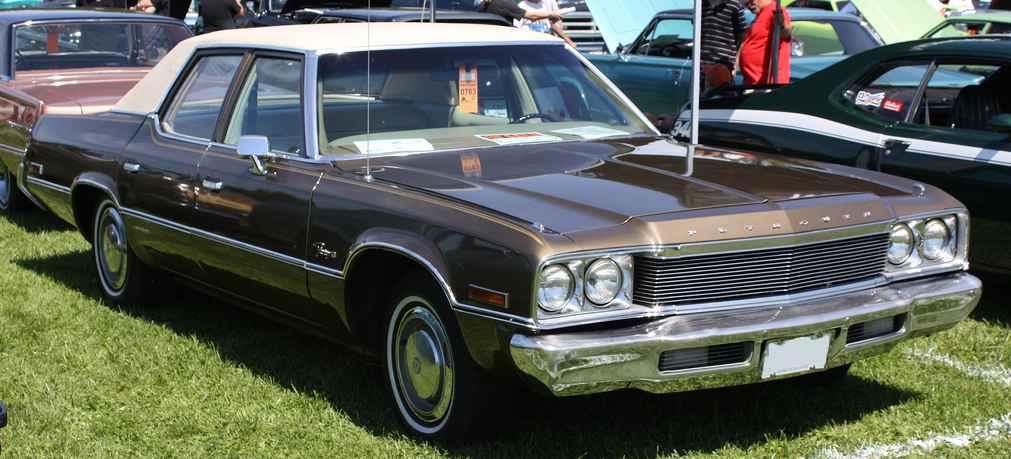
Plymouth Fury 1973-74
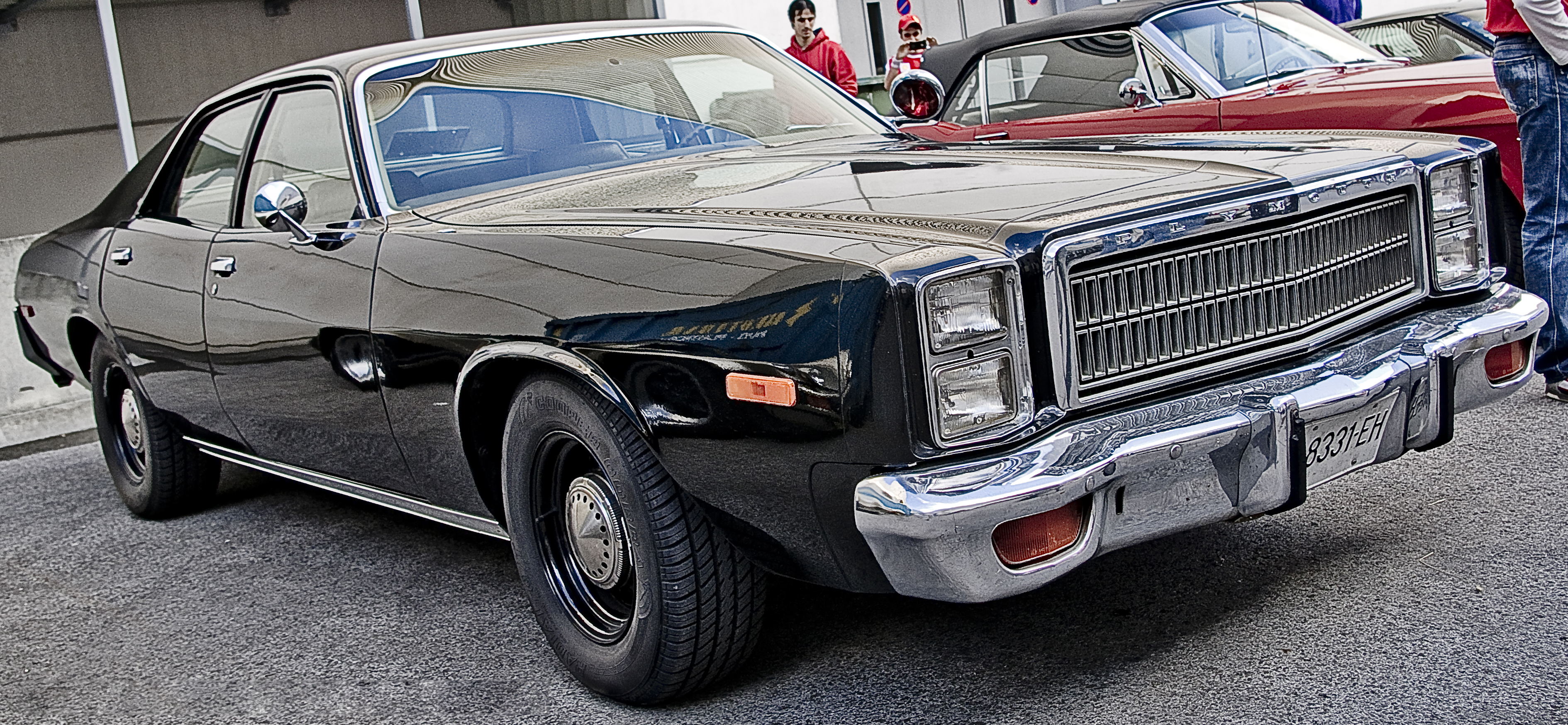
Plymouth Fury 1975-78

## Відображення у культурі
Цей автомобіль найбільш відомий за свою роль в романі Стівена Кінга «Крістіна».